# سازمان جهانی مالکیت فکری
سازمان جهانی مالکیت معنوی (به انگلیسی: World Intellectual Property Organization) یا (به انگلیسی: WIPO) یکی از ۱۵ آژانس تَخَصُصی سازمان ملل است. وایپو با اِمضای توافقنامه‌ای در استکهلم در سال ۱۹۶۷ «برای تشویق آثار خلاقانه در راستای حِمایت از مالکیت معنوی در جهان» تأسیس شد. وایپو هم‌اکنون ۱۹۳ کشور عضو دارد و ۲۴ معاهدهٔ بین‌المللی را مدیریت می‌کند و مَقَر آن در ژنو، سوئیس قرار دارد. مدیر کُل کنونی وایپو دارِن تَنگ (به انگلیسی: Daren Tang) است که در ۸ می ۲۰۲۰ به این سِمت منصوب شد. .جزایر کوک، کیریباتی، جزایر مارشال، ایالات فدرال میکرونزی، نائورو، نیووی، پالائو، جزایر سلیمان، تووالو، وانواتو و کشورهای به رَسمیت شناخته‌نشده در وایپو عضو نیستند و فلسطین وضعیَت ناظر دارد.